# Hala Al Turk
 (mars 2024).
Hala Al Turk est une actrice et chanteuse bahreïnienne née le 15 mai 2002 à Manama.

## Biographie

### Origines
Elle a des origines jordaniennes. Sa mère viens de Syrie.

### Enfance et formation
Elle étudie à l’école internationale Abdul Rahman Kanoo.

### Carrière
En 2011, elle devient populaire en sortant une chanson intitulée Live In The Moment.